# Henry Johnson

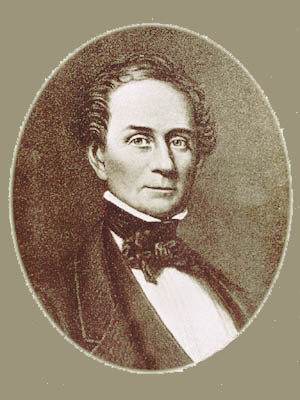
Henry Johnson

Henry Johnson (* 14. September 1783 in Virginia; † 4. September 1864 im Pointe Coupee Parish, Louisiana) war ein US-amerikanischer Politiker und von 1824 bis 1828 Gouverneur des Bundesstaates Louisiana. Außerdem vertrat er seinen Staat in beiden Kammern des Kongresses.

## Frühe Jahre und politischer Aufstieg
Nach der Grundschule studierte Johnson Jura. Im Jahr 1809 zog er in das Orleans-Territorium, wo er zunächst in der Verwaltung des Second Superior Court angestellt war. Ab 1811 war er Bezirksrichter. Im Jahr 1812 war er Mitglied der verfassungsgebenden Versammlung von Louisiana. In diesem Jahr bewarb er sich erfolglos um einen Sitz im US-Repräsentantenhaus. Danach war er in Donaldsonville als Rechtsanwalt tätig.

## Erste Amtszeit im US-Senat
Nach dem Tod von US-Senator William Charles Cole Claiborne im Jahr 1817 wurde Johnson, damals Mitglied der Demokratisch-Republikanischen Partei, zu dessen Nachfolger als Class-2-Senator ernannt. Im Jahr 1823 wurde er in diesem Amt bestätigt, von dem er aber bereits am 27. Mai 1824 wieder zurücktrat, weil er sich, entgegen seinem 1823 gegebenem Versprechen, um das Amt des Gouverneurs von Louisiana bewerben wollte. In seiner Zeit im Senat war er Vorsitzender des Ausschusses für Indianerangelegenheiten (Committee on Indian Affairs). Er machte sich bei der kreolischen Bevölkerung von Louisiana beliebt, weil er deren Landrechte im Senat verteidigte und für die Freigabe von bundesstaatlichem Land für kreolische Siedler eintrat.

## Gouverneur von Louisiana
Am 5. Juli 1824 wurde Johnson dann zum neuen Gouverneur seines Staates gewählt. Er trat seine vierjährige Amtszeit am 13. Dezember des gleichen Jahres an. In seiner Amtszeit wurde der Ausbau der Infrastruktur des Staates vorangetrieben. Dabei ist vor allem der Ausbau der Straßen und Kanäle erwähnenswert. Damals entstanden auch die Bank of Louisiana und eine Pflanzervereinigung. Die Wirtschaft und der Handel nahmen in Johnsons Amtszeit einen gewaltigen Aufschwung. Außerdem wurde die Gesetzgebung des Staates überarbeitet. Damals war auch die zukünftige Hauptstadt des Staates umstritten. Die Anglo-Amerikaner traten für eine Verlegung der Hauptstadt aus New Orleans ein, während die Kreolen die Hauptstadt gerne dort belassen hätten oder zumindest in einem französisch geprägten Gebiet haben wollten. Als Kompromiss wurde die Hauptstadt vorübergehend nach Donaldsonville verlegt. Im Jahr 1849 wurde dann Baton Rouge zur Hauptstadt erhoben. Auch während Johnsons Amtszeit als Gouverneur bestanden zwischen den Anglo-Amerikanern und der kreolischen Bevölkerung von Louisiana große Spannungen.

## Kongressabgeordneter und zweite Amtszeit als Senator
Im Jahr 1829 kandidierte Johnson erfolglos für eine Rückkehr in den US-Senat. Anfang der 1830er Jahre wurde er Mitglied der Whig Party. Im Jahr 1834 wurde er als Nachfolger des zurückgetretenen Edward White Abgeordneter im US-Repräsentantenhaus in Washington. Nach zwei Wiederwahlen verblieb er zwischen dem 25. September 1834 und dem 3. März 1839 in diesem Gremium.
In den Jahren 1838 und 1842 bewarb sich Henry Johnson jeweils erfolglos um eine Rückkehr in das Amt des Gouverneurs von Louisiana. Nach dem Tod von US-Senator Alexander Porter, der sein Mandat krankheitsbedingt gar nicht erst angetreten hatte, wurde Johnson als Class-3-Senator zu dessen Nachfolger bestimmt. Seine zweite Amtszeit im Senat begann am 12. Februar 1844 und endete am 3. März 1849. In dieser Zeit war er Vorsitzender des Pensionsausschusses (Committee on Pensions). Er trat für die Annexion von Texas ein und forderte die Aufhebung des Einfuhrzollgesetzes von 1846. Bei den nächsten Kongresswahlen unterlag er gegen den Demokraten Pierre Soulé.

## Weiterer Lebenslauf
Im Jahr 1850 bewarb er sich erfolglos um eine Rückkehr in den Kongress. Danach zog er sich aus der Politik zurück. Im Pointe Coupee Parish arbeitete er dann als Rechtsanwalt. Er erlebte noch den Ausbruch des Bürgerkriegs und starb am 4. September 1864. Henry Johnson war mit Elizabeth Key verheiratet.